# 南源乡
南源乡，是中华人民共和国江西省抚州市宜黄县下辖的一个乡镇级行政单位。

## 行政区划
南源乡下辖以下地区：
南源村、夺中村、元坳村、东源村、上北坑村、黄家地村、港口村和下坪村。